# Aspalathus spectabilis
Aspalathus spectabilis är en ärtväxtart som beskrevs av Rolf Martin Theodor Dahlgren. Aspalathus spectabilis ingår i släktet Aspalathus och familjen ärtväxter. Inga underarter finns listade i Catalogue of Life.